# Platyarthridae
Platyarthridae Verhoeff, 1949 è una famiglia di crostacei isopodi del sottordine Oniscidea.

## Tassonomia
Comprende i seguenti generi:
- Cephaloniscus Ferrara & Taiti, 1989
- Echinochaetus Ferrara & Schmalfuss, 1983
- Gerufa Budde-Lund, 1909
- Lanceochaetus Schmalfuss & Ferrara, 1978
- Manibia Barnard, 1932
- Niambia Budde-Lund, 1904
- Papuasoniscus Vandel, 1973
- Platyarthrus Brandt, 1833
- Trichorhina Budde-Lund, 1908